# Ассен (трасса)

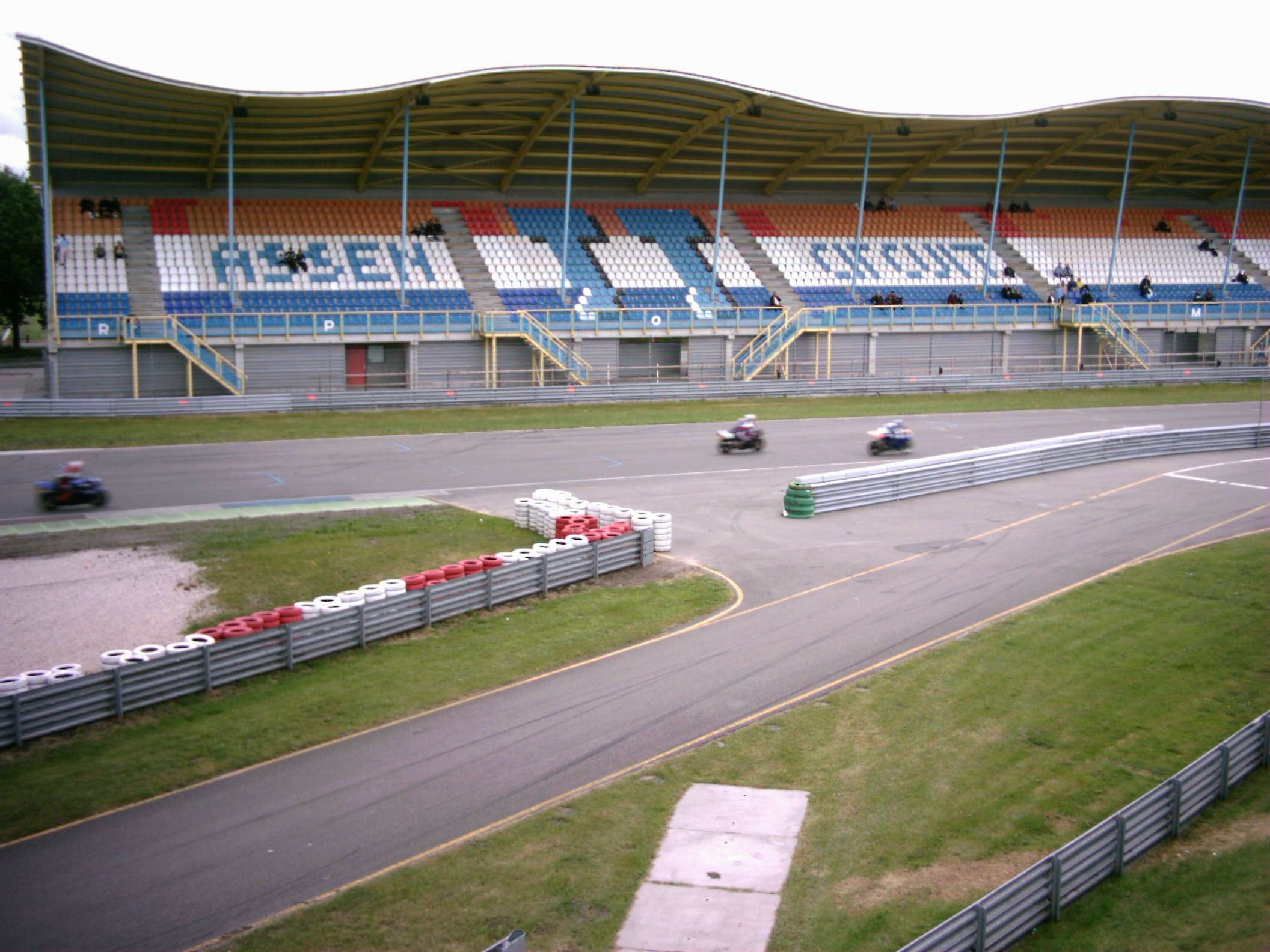
Тренировочная сессия перед трибуной со зрителями

Автодром Ассен — гоночная трасса для мотосоревнований, построенная в 1955 году и расположенная в городе Ассен, Голландия. Гран-при Нидерландов считается Меккой для фанатов мотогонок. Трасса вмещает в себя до 100 000 зрителей, включая 60 000 сидячих мест. Недавно автодром в Ассене также стал местом проведения музыкальных выступлений.

## Интересные факты

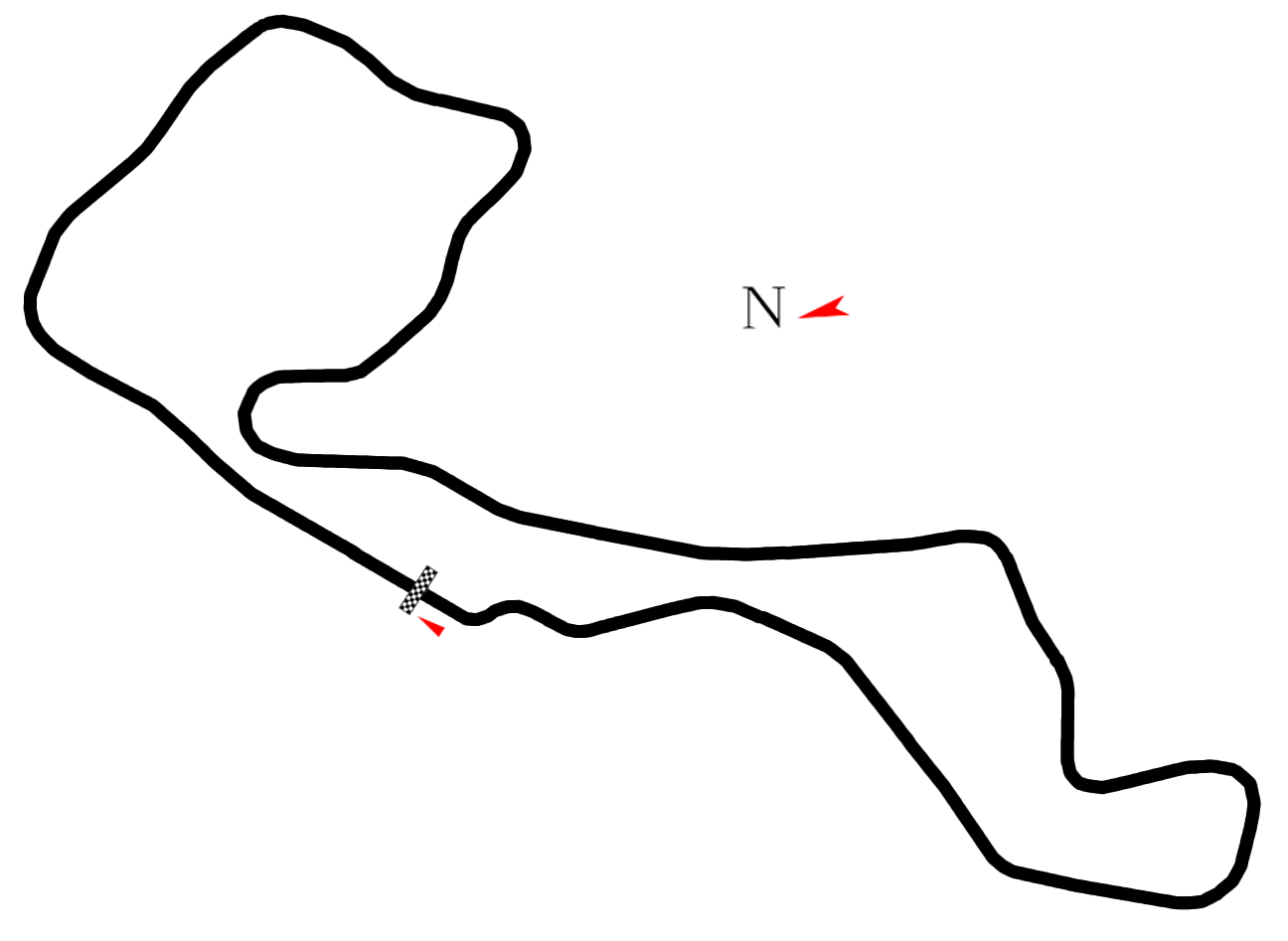
Конфигурация с 1984 по 2005

- Впервые мотогонки в окрестностях Ассена прошли в 1925 году и носили титул Assen Tourist Trophy, что в дальнейшем было закреплено в названии трека и гонки Чемпионата Мира (также титул ТТ имеет британский этап чемпионата мира).
- Гонка прошла в субботу по просьбе декана местной церкви, с тем чтобы не отвлекать людей от воскресной службы. Традиция закрепилась в чемпионате мира по мотогонкам, но появившийся много позднее чемпионат мира по супербайку ей не следует.
- Мотодром Ассена — единственная трасса в календаре мирового чемпионата, которая присутствует там с самого начала этих соревнований в 1949.
- МотоГран-при Нидерландов всегда проходит в последнюю субботу июня.
- Это единственный автодром, специально предназначенный именно для соревнований мотоциклистов. Однако первая гонка в Champ Car в 2007 году прошла именно в Ассене, но в связи с прекращением ЧампКара больше автомобильные гонки эту трассу не посещают. Был проект гонки A1GP в Ассене в 2010 году, но он был оставлен с прекращением самой серии A1GP. В 2010 и 2011 годах проходили этапы Superleague Formula, но затем серия прекратила своё существование.
- Нынешний трек был построен в 1955 году и долгое время имел длину 7705 метров, однако в 2006 году Северная петля была оставлена и длина трассы сократилась до 4555 метров.
- Конфигурация трека требует высокого уровня техники от гонщиков, когда даже малейшая ошибка может закончиться вылетом с трассы, однако благодаря изменениям, которые мотодром претерпевал с годами, трасса парадоксально стала также и «безопасной». Последние изменения были сделаны в 2007 году для Champ Car.
- Трасса практически не имеет прямых участков, самая длинная прямая не превышает 560 метров, однако из-за профилированных поворотов и асфальта с высоким уровнем сцепления средние скорости весьма высоки.
- Iron Maiden станет первой музыкальной группой, сыгравшей концерт на мотодроме 16 августа 2008.